# The Best of 1990-2000
The Best of 1990-2000 è il secondo greatest hits del gruppo musicale irlandese degli U2, uscito nei negozi nel novembre del 2002.

## Descrizione
Contiene 16 tracce (nella sola versione vinile) 17 (nella sola versione CD), tra cui alcuni dei più celebri che la band ha prodotto negli anni novanta più l'inedito Electrical Storm. Due di questi sono inediti, Eletrical Storm e The Hands That Built America, mentre Numb e le canzoni dell'album Pop sono state remixate.  Esiste, nella sola versione CD, una edizione a tiratura limitata che contiene un ulteriore cd con all'interno le B-sides del periodo. Il celebre tenore italiano Luciano Pavarotti interpreta insieme agli U2 il singolo Miss Sarajevo.
Nello stesso anno, come è accaduto alla precedente raccolta (The Best of 1980-1990), è uscita una VHS omonima formata anche in DVD contenente gli stessi video dei singoli nella raccolta tranne The First Time.

## Tracce
1. Even Better Than the Real Thing – (3:39) (Achtung Baby, 1991)
2. Mysterious Ways – (4:02) (Achtung Baby, 1991)
3. Beautiful Day – (4:05) (All That You Can't Leave Behind, 2000)
4. Electrical Storm (William Orbit Mix) – (4:37) (inedito)
5. One – (4:35) (Achtung Baby, 1991)
6. Miss Sarajevo (Radio edit) – (4:30) (Original Soundtracks 1, 1995)
7. Stay (Faraway, So Close!) – (4:58) (Zooropa, 1993)
8. Stuck in a Moment You Can't Get Out Of – (4:31) (All That You Can't Leave Behind, 2000)
9. Gone (New Mix) – (4:32) (Pop, 1997)
10. Until the End of the World – (4:38) (Achtung Baby, 1991)
11. The Hands That Built America – (4:57) (inedito, colonna sonora di Gangs of New York, 2002)
12. Discothèque (New Mix) – (4:40) (Pop, 1997)
13. Hold Me, Thrill Me, Kiss Me, Kill Me – (4:44) (colonna sonora di Batman Forever, 1995)
14. Staring at the Sun (New Mix) – (4:48) (Pop, 1997)
15. Numb (New Mix) – (4:21) (Zooropa, 1993)
16. The First Time – (3:44) (Zooropa, 1993)
17. The Fly - (4:30) (Achtung Baby, 1991) [presente solo per la versione CD]

B-sides [Presente nella sola versione limitata CD]
1. Lady with the Spinning Head (Extended Dance Mix) – (6:06) (Even Better Than the Real Thing, 1992)
2. Dirty Day (Junk Day Mix) – (4:40) (Please, 1997)
3. Summer Rain – (4:07) (Beautiful Day, 2000)
4. Electrical Storm (Band version) – (4:26)
5. North and South of the River – (4:36) (Staring at the Sun, 1997)
6. Your Blue Room – (5:26) (Staring at the Sun, 1997)[28]
7. Happiness Is a Warm Gun (The Gun Mix) – (4:45) (Last Night on Earth, 1997)
8. Salomé (Zooromancer Remix Edit) – (5:51) (Who's Gonna Ride Your Wild Horses, 1992)
9. Even Better Than the Real Thing (The Perfecto Mix) – (6:38) (Even Better Than the Real Thing Remixes, 1992)
10. Numb (Gimme Some More Dignity Edit) – (5:50) (Melon: Remixes for Propaganda, 1995)
11. Mysterious Ways (Solar Plexus Club Mix) – (4:08) (Mysterious Ways, 1991)
12. If God Will Send His Angels (Big Yam Mix)[29] – (5:42) (Mofo, 1997)
13. Lemon (Jeep Mix) – (5:29) (Lemon, 1993)
14. Discothèque (Hexidecimal) – (5:45) (Discothèque, 1997)

## Formazione
- Bono – voce, chitarra
- The Edge – chitarra, tastiera, sintetizzatore, voce
- Adam Clayton – basso
- Larry Mullen Jr. – batteria, percussioni